# Czeslaw Znamierowski
Czeslaw Viktorovich Znamierowski  (23 de mayo de 1890 - 9 de agosto de 1977) fue un renombrado pintor lituano soviético, miembro de la Unión de Artistas de la URSS, conocido por su gran obras de arte y amor por la naturaleza. Znamierowski combinó estas dos pasiones para crear algunas de las pinturas más notables de la Unión Soviética, ganando el prestigioso título de "Artista de Honor de la RSSL " en 1965. Sus obras se pueden encontrar en el Museo de Arte de Lituania, en el Museo Šiaulių „Aušros“, en la Galería Nacional de Arte de Varsovia, la Galería Tretyakov, así como en conocidos museos privados. colecciones y fondos de arte.
Znamierowski nació en Zatišje, Ludza, en el este de Letonia, de un padre que trabajaba como agrimensor y una madre que era profesora de música. Asistió a la Academia Imperial de Artes en dos ocasiones entre 1912 y 1917, y luego asistió a la Universidad de Vilna de 1926 a 1929. Estudió con Ferdynand Ruszczyc, Arkady Rylov, Isaac Levitán y Nicholái Roerich. Znamierowski vivió en Vilna el resto de su vida, y a menudo pintó imágenes de los paisajes de las ciudades. Para 1965, pintó alrededor de 1400 paisajes e hizo 800 bocetos y más de 3000 obras de arte en toda su carrera de 50 años como artista.
El arte de Znamierowski fue popular en el país y en el extranjero. Fue uno de los pocos artistas en la Unión Soviética a cuyo arte se le permitió salir del Telón de Acero. Sus obras de arte se vendieron a museos, instituciones estatales, galerías y colecciones privadas de Lituania, Letonia, Polonia, Rusia (dentro del bloque soviético), así como de EE. UU., Canadá, Alemania, Suecia, España, Francia (fuera del bloque soviético) Es muy probable que su arte se vendiera a muchos otros países: "Sus obras [de Czeslaw Znamierowski] han sido adquiridas por museos lituanos y extranjeros".

## Biografía
Znamierowski nació el 23 de mayo de 1890 en Letonia en un pequeño pueblo de Zatishye (lituano: Zatišje // polaco: Zacisze). El pueblo en sí era parte del distrito rural de Pilden, región de Ludza, que limita con Letonia y Bielorrusia. Nació en una familia polaca de clase trabajadora pobre pero muy artística. Su padre era agrimensor y su madre era profesora de música y canto, y ocasionalmente también pintaba. Su abuelo, por parte de madre, era escultor, y su tía (A. Bobrowicz) era pintora. De niño, en la Letonia rural, Czeslaw estaba rodeado de naturaleza. La casa de campo donde vivía siempre estaba llena de flores. Su madre adoraba el arte y fue bajo su influencia que Czeslaw descubrió por primera vez la pintura. Desde ese momento nunca paró. Cuando ingresó a la escuela secundaria, en Daugavpils (polaco: Dzwinsk), su tía lo estaba guiando más en su educación artística. Estando en la escuela secundaria, conoció a un estudiante (A. Pliszko) de la Academia de Artes de San Petersburgo. Pliszko percibió un talento en las obras de arte de Czeslaw y lo invitó a San Petersburgo. Después de terminar la escuela secundaria, Czeslaw reunió todo el dinero que pudo de la venta de sus pertenencias y los ahorros de varios trabajos para mudarse a San Petersburgo. En 1911 Znamierowski llegó a San Petersburgo para continuar su educación artística. En palabras de Znamierowski: “No dudé mucho, vendí mi bicicleta, con el dinero recaudado compré un billete de tren y en 1911 me encontré en un edificio en Moika…”
Fue admitido en la "Sociedad para el Fomento de las Artes" ubicada en la calle Bolshaya Morskaya, no lejos del río Moika. La sociedad estaba encabezada por Nicholas Roerich (1874-1947), quien guio a Znamierowski en su educación artística en San Petersburgo. Poco después de que Czeslaw comenzara sus estudios, tuvo que retirarse de la escuela y regresar a casa debido a una situación familiar difícil. Después de más de un año de la interrupción, Czeslaw regresó para continuar sus estudios. En 1915, Znamierowski fue aceptado en la Academia de Artes de San Petersburgo, donde las enseñanzas de Arkady Rylov (1870-1939) y las obras de Isaac Levitan (1860-1900) tuvieron un fuerte impacto en el joven artista. Sin embargo, sus estudios se vieron truncados, esta vez por la Gran Revolución de Octubre de 1917. En palabras de Znamierowski: "No podía ser indiferente a lo que estaba pasando. En Zatishye, me propagué entre los campesinos y fui nombrado secretario del Comité Público de Campesinos. En enero de 1918 me arrestaron los guardias blancos, corría peligro de ser ejecutado, apenas salvé la vida. Me enfrenté a un posible encarcelamiento, sin embargo, esto no me impidió seguir tomando medidas".
Después de la Revolución de Octubre, Znamierowski regresó a Letonia. Allí tomó parte activa en el establecimiento del gobierno soviético y durante algún tiempo trabajó como presidente de la Cultura del Proletariado de la región de Liucen. También volvió a la vida artística, mostrando sus paisajes en la Galería de Arte de Riga. En 1920 comenzó a participar en más exposiciones y se convirtió en miembro de la Sociedad de Artistas Independientes de Letonia y de la Unión de Artistas de Letonia.
Znamierowski dejó Letonia en 1926 y se mudó a la vecina Polonia para poder reanudar nuevamente su educación artística. Esta vez solicitó y fue admitido en la Facultad de Arte de la Universidad de Vilnius, que en ese momento estaba bajo la dirección de un conocido artista, Ferdynand Ruszczyc (1870-1936). Para trasladarse a Vilnius, tuvo que vender todo lo que tenía, incluida la casa de su familia en Letonia. La razón por la que Znamierowski ingresó a la Universidad de Vilnius no fue porque careciera de conocimientos o habilidades, sino porque quería específicamente estudiar con el Prof. Ferdynand Ruszczyc y el Prof. Aleksander Szturman. Terminó sus estudios en 1929, sin embargo, la mudanza a Polonia resultó ser permanente. Se enamoró del país y, aunque viajó mucho a lo largo de su vida, Vilnius fue donde vivió hasta sus últimos días.
Después de terminar sus estudios y convertirse en un consumado artista a tiempo completo, Znamierowski ganó una gran popularidad en Polonia. Muchas de sus pinturas fueron adquiridas por la Galería Nacional de Arte Zacheta en Varsovia. En 1931, Czeslaw obtuvo un premio de honor por su arte, y en 1932, en Cracovia, obtuvo un Diploma de Honor por su pintura de paisaje "Antes de la lluvia". En 1933, nuevamente, su pintura "Antes de la lluvia" le valió una medalla de bronce en la exposición de la Galería Nacional de Arte Zacheta llamada "Incentivo". Znamierowski a menudo participó en actividades organizativas y sociales. En 1933 organizó la primera Sociedad de Artistas Independientes de Vilnius, que desempeñó un papel importante en la historia del arte lituano.
Continuó participando en exposiciones, eventos sociales y actividades hasta 1941 cuando estalló la guerra entre la Alemania nazi y la Unión Soviética. Su última exposición antes de la guerra fue en 1939 en Varsovia, justo antes de que fuera invadida por las fuerzas alemanas. Znamierowski sobrevivió a la Segunda Guerra Mundial e incluso continuó pintando durante esos años difíciles, mientras ayudaba con los esfuerzos de guerra. Esto es lo que Znamierowski le dijo a un reportero en una entrevista de 1970 sobre ese período de tiempo: "CZ: Durante la guerra todavía estaba pintando. Cuando comenzó el bombardeo de la ciudad, estábamos acostados aquí, en esta habitación, uno encima del otro en el suelo. Reportero: ¿No escondiste las pinturas? CZ: No. Reportero: ¿Y después de la guerra? CZ: Pinté, pinté, pinté..."
En 1947, Znamierowski se convirtió en miembro de la Unión de Artistas de RSSL, y en 1965 fue galardonado con el prestigioso título de Artista de Honor de RSSL. Siendo un partidario activo del socialismo, durante una entrevista en 1970, esto es lo que dijo sobre la ideología y cómo se relaciona con su arte: "Mi lema siempre ha sido el principio de Lenin, que el arte es para la gente y debe ser ampliamente comprensible por todo".
A lo largo de su vida viajó mucho, especialmente en las regiones del Cáucaso, Crimea y Zakarpattia. De cada viaje traía entre 20 y 25 lienzos.
El 9 de agosto de 1977, a la edad de 87 años, falleció el pintor Znamierowski. Fue un artista profesional durante toda su vida. Czeslaw fue enterrado en el cementerio de la iglesia de San Pedro y San Pablo en la ciudad de Vilna.

## Casa de Znamierowski
"Esta casa - es una obra de arte. Por eso resistió modas y reconstrucciones, y se dejó disfrutar a la vista de todos los que paseaban y conducían. Sin embargo, debemos mencionar que, además del arte, Czeslaw Znamierowski se dedica a la floricultura y recibe una distinción anual del Ayuntamiento".
En Vilna, Czeslaw vivió y trabajó toda su vida en la misma casa ubicada en la calle 15 Antakalnis. Esa casa fue una representación del artista y le dio cierta fama en la ciudad. Como pintor y amante de las flores, Znamierowski redecoró el patio delantero convirtiéndolo en uno de los jardines más bellos de la ciudad, atrayendo mucha atención en los meses de verano. Su jardín contenía diferentes variedades de rosas, gerberas, dalias y muchas otras flores.
Aunque la casa ya no existe, durante la vida de Czeslaw, debido a sus esfuerzos de jardinería, la casa se consideraba una obra de arte y uno de los lugares turísticos no oficiales de la ciudad. Algunos residentes locales y turistas tomaron un trolebús o un autobús para ver el encantador jardín en la colina con un anciano animado que trajinaba entre las flores. Debido a esto, la casa resistió todas las tendencias de reconstrucción, que fueron populares en la Unión Soviética, especialmente después de la Segunda Guerra Mundial. El compromiso de Znamierowski con la floricultura le valió una distinción anual del ayuntamiento. Continuó manteniendo su jardín hasta que murió.

## Logros
- En 1930, Znamierowski estableció la primera Sociedad de Artistas Independientes en Vilna, lo que supuso un acontecimiento importante en la historia del arte lituano.[7]
- Znamierowski fue uno de los primeros artistas que comenzó a pintar paisajes panorámicos monumentales de la Lituania soviética, muchos de los cuales decoraban interiores de edificios estatales no solo en la Lituania soviética sino también en la URSS en general.[6]
- Znamierowski creó más de 3000 obras de arte en su carrera de 50 años como artista.[5][7]
- El lienzo más grande de Znamierowski se llamó "Panorama de la ciudad de Vilna". Tenía 8 metros de ancho por 2,5 metros de alto y se exhibió en Moscú en el pabellón de la República Socialista Soviética de Lituania en la Exposición de Logros Económicos Nacionales.[6][23]
- Por sus logros artísticos, Znamierowski recibió dos diplomas honoríficos del Comité del Presidium Supremo de la RSS de Lituania.[25]
- En 1965, Znamierowski se convirtió en Artista de Honor de LSSR.[5][6][9][24]
- De 1970 a 1977, Znamierowski fue el artista vivo de mayor edad de la ciudad de Vilna.[24]

## Exposiciones
Znamierowski obtuvo diplomas y medallas muchas veces. Tuvo exposiciones en Varsovia, Moscú, Londres y también más allá, en Europa y América. Sus cuadros fueron comprados con buena disposición.
Las exposiciones eran muy personales para Znamierowski. Sintió que una exposición de su arte es una "confesión" de toda su vida. Después de casi 50 años de ser un artista profesional, Znamierowski realizó una cantidad sustancial de exposiciones pequeñas y grandes en algunos de los museos y galerías nacionales más destacados de la Unión Soviética. Tuvo siete importantes exposiciones individuales en Vilnius y Varsovia. Las obras de arte de Znamierowski se exhibieron en Riga, Ludza, Vilna, Cracovia, Varsovia, Moscú, San Petersburgo y muchas otras ciudades de la URSS.
Una gran pintura de la ciudad de Vilna creada por Znamierowski ocupó el centro del escenario en el pabellón RSSL durante la Exposición de Logros Económicos Nacionales en Moscú. Otros lugares destacados donde se exhibieron las pinturas de Znamierowski incluyen: el Museo Nacional de Riga, la Universidad de Vilna, el Museo Nacional de Arte de Lituania, la Galería Nacional de Arte de Lituania, el Lugar de Exposiciones de Vilna, la Galería Estatal de Cracovia, la Galería de Arte de Varsovia, la Galería Nacional de Arte de Zacheta, entre otros.
Lista incompleta de las exposiciones de Znamierowski que fueron confirmadas a través de registros públicos:
- 1920 – Museo Nacional de Riga, Letonia[5][7][26]

"En 1920 participé por primera vez en una exposición en Riga. Recuerdo que la Asociación Sueca de Artistas Independientes compró dos cuadros". – C. Znamierowski
- 1929 - Universidad de Vilna, Lituania

En 1929, después de graduarse de la Universidad de Vilna, Znamierowski organizó una exposición de sus obras de arte. "Las cosas más queridas son siempre las que ocurren por primera vez en la vida. En 1929 organicé la primera exposición individual en Vilna y exhibí unas 60 obras de arte". – C. Znamierowski
- 1931 – Galería Estatal de Cracovia, Polonia

En 1931, durante una exposición organizada por la Galería Estatal de Cracovia, Znamierowski recibió un premio de honor por sus pinturas.
- 1932 – Galería Estatal de Cracovia, Polonia

En 1932, en un concurso de arte en Cracovia, recibió un diploma de arte por su pintura de paisaje "Antes de la lluvia".
- 1933 - Galería Nacional de Arte Zacheta, Varsovia, Polonia

En 1933 en una exposición llamada "Incentivo" organizada por la Galería Nacional de Arte Zacheta C. Znamierowski ganó una medalla de bronce, una vez más por su pintura "Antes de la lluvia".
- 1936 – Galería Estatal de Vilna, Lituania

En 1936 Znamierowski organizó otra exposición en solitario.
- 1939 – Galería Nacional de Arte Zacheta, Varsovia, Polonia

"En 1939, mi última exposición de la pre-guerra tuvo lugar". – C. Znamierowski
- 1947 - La Galería Estatal Tretyakov. "EXPOSICIÓN DE ARTE DE TODA LA UNIÓN DE 1947 - Bellas artes, escultura, artes gráficas"[16][30][17]

Primera participación de C. Znamierowski en una importante exposición de posguerra junto a otros conocidos artistas y escultores soviéticos.
- 1954 - Museo de Arte de Vilna, Lituania

En 1954, Znamierowski llevó adelante otra exposición de un solo hombre en Vilna, Lituania
- 1960 - Exposición Nacional de Logros Económicos, Moscú, Rusia

El lienzo más grande de Znamierowski se llamó "Panorama de la ciudad de Vilna". Tenía 8 metros de ancho por 2,5 metros de alto y se exhibió en Moscú en el pabellón de la República Socialista Soviética de Lituania en la Exposición de Logros Económicos Nacionales.
- 1962 - Palacio de Exposiciones de Vilna, Lituania

En 1962, Znamierowski realizó las exposiciones individuales más grandes hasta la fecha.
- 1970 - Museo de Arte de Vilna, Lituania

En agosto de 1970, Znamierowski realizó una exposición de aniversario individual para celebrar su 80 cumpleaños y 50 años como artista profesional. La exposición resultó ser nuevamente la más grande hasta la fecha. Se exhibieron más de 300 pinturas, que representan más de 40 años de trabajo.
- 1975 - Galería Estatal de Vilna

En celebración de su 85 cumpleaños, Znamierowski realizó una exposición individual en la ciudad de Vilna.
- 1976 – Galería de Arte de Varsovia, Polonia

En septiembre de 1976 tuvo lugar la última gran exposición de Znamierowski en la Galería de Arte de Varsovia. Se presentaron cincuenta obras de arte. Znamierowski concedió una entrevista a un reportero poco antes de esa exposición, esto es lo que dijo: "Estoy preparando una venta de exposición en la Galería de Arte de Varsovia que tendrá lugar a mediados de septiembre. Organizo este tipo de exposiciones muy a menudo. Este año exhibiré 50 lienzos".

## Arte
Como artista, Znamierowski era más conocido por dos cosas: el realismo social y la naturaleza. Aunque era un comunista activo, alrededor del 90 por ciento de sus obras de arte no tenían nada que ver con la agenda soviética y se centraban principalmente en la belleza del entorno natural que lo rodeaba. Znamierowski se esforzó y pudo representar el estado de ánimo en constante cambio de la naturaleza que mostraba muchas tendencias impresionistas en su arte. Znamierowski se destacó enormemente en grandes paisajes y paisajes urbanos, que ocuparon un lugar importante en su carrera artística. Muchas de estas obras de arte tenían un tamaño panorámico monumental y, a menudo, representaban personas en ellas. Los críticos de arte afirmaron que los paisajes eran donde más se revelaba el artista.
El amor por la naturaleza le fue inculcado desde temprana edad por el lugar de su nacimiento y por el amor de su madre por las flores y la jardinería. Al crecer en un pequeño pueblo de Letonia, desde muy pequeño comenzó a admirar los colores cambiantes de las estaciones, la belleza de los campos, bosques, lagos y ríos. Debido al jardín de flores de su madre, se convirtió en un ávido amante de las flores, creando muchas naturalezas muertas y bocetos, como si siempre se esforzara por revelar su belleza natural al mundo. También le gustaba mucho pintar rincones tranquilos de la naturaleza, especialmente el comienzo de la primavera cuando la nieve se derretía y la naturaleza despertaba. En tales obras de arte hizo todo lo posible para capturar la impresión del espacio, la limpidez del agua, la firmeza del hielo y la delicadeza de la hierba nueva. Un motivo favorito del pintor era un río serpenteante en el paisaje, a veces representado en una vista panorámica amplia, y a veces de una manera íntima y romántica.
Sobre todo, el tema del campo ocupa un lugar importante en su arte y, especialmente, las grandes pinturas panorámicas como "Panorama de la ciudad de Vilna" y "Los lagos verdes", en las que el pintor revela con delicadeza la belleza de la naturaleza.  Znamierowski describió su amor por la naturaleza y el deseo de recrearla en el lienzo de la siguiente manera: "Quiero acercarme lo más posible a la naturaleza para que uno pueda dar un paseo en mi cuadro. Quiero que mi arte transmita el estado de ánimo para que sea posible decir la estación o incluso la hora del día".

### Vilna
Le gustaba mucho representar Vilna, sus alrededores, ríos y lagos. Se sintió muy atraído por las colinas, los valles y los bosques de pinos de hoja perenne de la capital lituana. El tema de la campiña de Vilna constituye una parte importante de sus obras de arte. Casi todas sus pinturas principales están relacionadas con la ciudad de Vilna.

### Disciplina
Después de ser un artista profesional durante más de 50 años y crear más de 3000 obras de arte, cuando se le preguntó sobre la disciplina, Znamierowski dijo: "Esto no es para mí. Si se pega, puedo pintar durante horas sin parar. Si no es así, es posible que no trabaje durante un par de semanas".

### Pintura
Pintó principalmente en tres estilos, a menudo entremezclándolos: realismo, romanticismo e impresionismo. Desde muy temprano, Znamierowski estuvo muy influenciado por el estilo académico del arte ruso y el realismo en general, que le infundieron sus maestros (A. Rylov, A. Dubovskoy) en la Academia de Artes de San Petersburgo. Cuando trabajaba, aplicaba la pintura suavemente, luego retrocedía un poco, la miraba desde una perspectiva diferente y luego aplicaba otra pincelada. Trató de absorber el misterio de la creación y nunca se apresuró a terminar su trabajo. Si bien su enfoque meticuloso del arte nunca cambió, a mediados de los años 60 su técnica comenzó a mostrar cambios significativos, su trazo se hizo más amplio y rápido, los colores son más brillantes y su gama más compleja. El impresionismo dentro del artista comenzó a mostrarse más que nunca. Sus obras de arte también se volvieron más emocionales, coloridas y románticas. Un conocido escritor de arte, crítico y artista lituano, Augustinas Savickas dijo lo siguiente sobre Znamierowski en su libro (LANDSCAPE IN LITHUANIAN PAINTING / 1965) "Por su actitud hacia la naturaleza, su estilo está cerca de la tendencia "hedonista". … En los bocetos pintados directamente de la naturaleza es más sensible y tierno, mientras que en los grandes lienzos idealiza la naturaleza y trata de embellecerla.”

### Color y estado de ánimo
Era muy sensible a la belleza de la naturaleza, captando sutilmente sus detalles y sintiendo el ritmo de la composición. Nunca se limitó a un tipo de paisaje, estado del tiempo o época del año. Algunas de sus obras de arte son oscuras y sombrías (p. ej., "Nubes de tormenta"), mientras que otras son alegres y brillantes, especialmente cuando pintó la costa de Palanga y el Mar Negro (p. ej., "Viento del mar"). "Me gusta el invierno, el agua y particularmente el mar, es tan colorido..." – C. Znamierowski.

### Géneros
Trabajó en diferentes géneros, como retratos, naturalezas muertas, paisajes urbanos, sitios arquitectónicos y otras composiciones. Fue considerado un gran maestro de esta profesión y recibió muchas órdenes. Cuando iba a pintar, a menudo traía no uno, sino tres o cuatro bocetos que luego en su estudio utilizaba para desarrollar, mejorar y recrear cuidadosamente cada detalle. Se sintió atraído por obras de arte grandes, panorámicas e incluso épicas, y pintó varias de ellas durante su vida. Fue uno de los primeros artistas que comenzó a pintar paisajes panorámicos de la Lituania soviética, que estaban destinados a ser utilizados para decorar los interiores de los edificios públicos. Las grandes obras de arte creadas en las décadas de 1950 y 1960 pueden considerarse como una de las pinturas más características de este tipo. Más notables de ellos son: "Panorama de la ciudad de Vilna", "Salute in Vilnius" y "Los Lagos Verdes ".

### Otros talentos
Tenía muchos otros talentos. Estaba bien versado en tallado en madera, arquitectura, carpintería, floricultura. Hizo sus propios marcos e incluso esculpió esculturas de madera para su jardín. Logró abordar todo de forma independiente y lograr una calidad perfecta en casi todo lo que intentó. Independientemente de la forma de arte en la que participara, creía profundamente que el arte tenía que ser hermoso y reflejar el entorno de un período de tiempo específico. 

## Obras de arte
"Dedicó todo su vigor y talento al arte. Encontrará muchas de sus pinturas no solo en los museos e instituciones de Lituania, sino también en Letonia, EE. UU., Suecia, Alemania, así como en casas particulares".
"El arte de Czeslaw Znamierowski cubre miles de paisajes, retratos, sitios arquitectónicos. Sus pinturas se encuentran en muchos museos y galerías de arte; también se pueden encontrar en el extranjero. Sir Czeslaw no obedecía a la vanidad, no buscaba la fama, pero era un pintor de reputación poco común".
El arte de Znamierowski fue popular en el país y en el extranjero. Fue uno de los pocos artistas de la Unión Soviética a cuyo arte se le permitió salir del Telón de Acero. Sus obras de arte se vendieron a museos, instituciones estatales, galerías y colecciones privadas de Lituania, Letonia, Polonia, Rusia (dentro del bloque soviético), así como de EE. UU., Canadá, Alemania, Suecia, España, Francia (fuera del bloque soviético) Es muy probable que su arte se vendiera a muchos otros países: "Sus obras [de Czeslaw Znamierowski] han sido adquiridas por museos lituanos y extranjeros".
En 1965 creó entre 2000 y 2400 obras de arte, y en 1976 ese número llegó a más de 3000 (pinturas y bocetos).
"C. La cosecha de Znamierovskis, recogida en la mitad del siglo, es abundante: unas 2300 obras de arte. Están ampliamente repartidos por diferentes museos de nuestro país y del exterior, encontraremos sus pinturas en instituciones, escuelas, cafés y hoteles.”
"Durante los largos años de actividad creativa, el artista produjo más de 2000 pinturas y bocetos, muchos de los cuales fueron adquiridos por museos y amantes del arte".

## Personalidad
Era conocido por su personalidad alegre, su tranquilidad exterior y sus grandes emociones internas que había estado expresando a través de su arte. Siempre fue una persona cariñosa y generosa. Las personas que lo conocieron dijeron que siempre estaba de buen humor, lleno de energía y creatividad. Incluso después de cumplir 80 años, era joven de corazón y estaba lleno de optimismo. También fue un idealista que vio lo bueno en el mundo que lo rodeaba. Algunos críticos de arte vieron tendencias hedonistas en su arte. Tuvo una excelente ética de trabajo, dedicación y compromiso con el arte, lo que se demostró a través de más de 3000 pinturas que creó durante su vida, muchas de las cuales eran de gran tamaño panorámico. Se las arregló para abordar todo de forma independiente y lograr una calidad perfecta en casi todas las cosas que probó. Fue notable por su inusual diligencia; su breve sueño fue su único descanso.  En el exterior era en gran medida una figura pública, actuó en teatro, participó en exposiciones, concedió entrevistas y fue un crítico de arte publicado. En la vida privada, vivía y trabajaba en una reclusión de su casa, casi nadie lo notaba. A pesar de ello, sus obras siguen siendo un modelo de sinceridad y constancia. Además de pintar, tiene otras dos pasiones: las flores y las palomas. Eran sus aficiones de vida que nunca abandonó a lo largo de toda su vida. Dondequiera que viviera, siempre encontraba la manera de criar palomas. Las hermosas aves lo ayudaron a preservar su equilibrio mental, serenidad y paz mental. Los pájaros le dieron armonía en la vida, estimularon su imaginación. Las flores también lo acompañaron durante toda su vida. Rosas, ásteres, peonías, orquídeas, dalias y decenas de otras flores formaban parte inseparable del entorno de la casa del pintor en Antakalnis. Nunca bebió alcohol. Decía que cuando en su niñez vio la fealdad de los borrachos, él -un hombre inseparablemente ligado a una belleza- discernió decisivamente este aspecto de la fealdad. 

## Multiculturalismo
"Para él [Czeslaw Znamierowski] no había fronteras entre nacionalidades. Fácilmente se hizo amigo de los nativos de cualquier país... No era ajeno a los letones, lituanos, judíos, tártaros, caraítas, rusos. Estaba listo para ayudar a todos si era posible". 
Debido a su multiculturalismo intencional y no intencional, Znamierowski es considerado un artista nacional de cuatro países: Letonia, Lituania, Polonia y Rusia.
El reclamo de Letonia: nació, se educó y se dedicó al arte en Letonia. Allí vivió toda su familia, y es el país donde comenzó su carrera como artista. Znamierowski hablaba letón con fluidez.
Reclamación de Lituania: desde 1926 hasta su muerte en 1977, residió en Vilna, Lituania. La mayoría de sus obras de arte estaban dedicadas a y sobre este país. Fue galardonado con el título de Artista de Honor de LSSR. Aprendió, leyó, escribió y habló lituano con fluidez, pero por encima de eso, aceptó Lituania y especialmente Vilnius (capital) como su hogar.
El reclamo de Polonia: aunque residía en Letonia y luego en Lituania, la familia de Znamierowski era étnicamente polaca, por lo que su nacionalidad también era polaca; "Czeslaw Znamierowski" es un nombre polaco, y claramente se aseguró de escribirlo de forma polaca (ejemplo de ortografía lituana: Česlovas Znamierovskis) en muchas de sus obras de arte, incluso aquellas que fueron pintadas en (y dedicadas a) Lituania. Además, el artista mantuvo estrechos lazos y fue expuesto en numerosas ocasiones en Polonia (ver capítulo Exposiciones). Hablaba polaco con fluidez.
El reclamo de Rusia: técnicamente, nació en la Rusia imperial (de la que Letonia formaba parte en ese momento). Hablaba ruso con fluidez y durante varios años vivió y recibió su educación artística más alta en San Petersburgo (Rusia). Fue más influenciado y pintado en lo que se puede llamar realismo ruso y estilo académico ruso. Además, Znamierowski era partidario del comunismo, que era una conexión vívida con Rusia, donde la ideología era más fuerte. Debido a estos factores, hasta la fecha muchos lo perciben como un artista ruso soviético.

## Obras

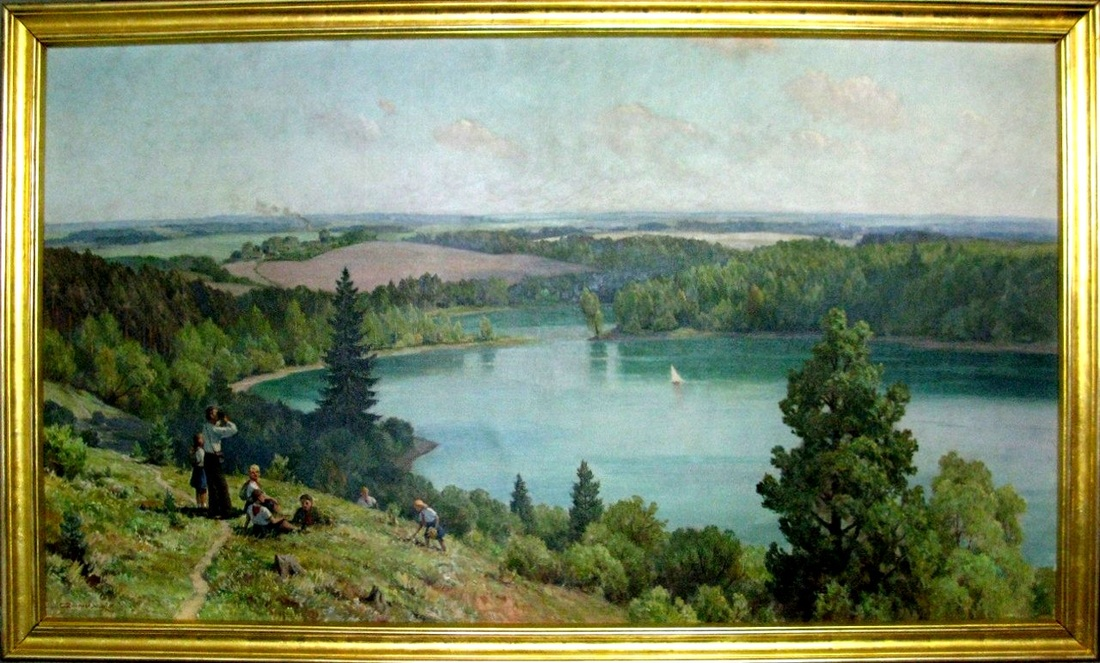
"Los lagos verdes" de Czeslaw Znamierowski, óleo sobre lienzo, 145 x 250 cm, 1955. Esta es la segunda obra de arte más grande jamás creada por Znamierowski y la más grande que ha sobrevivido hasta la fecha. Ubicado en el Fondo de Arte Tamoikin.
Czesław Znamierowski (1890–1977), Vilna en invierno, 1973, oleo sobre lienzo, 64 × 99 cm, Centro de Arte lituano TARTLE
Czesław Znamierowski, Dalias, 1950, oleo sobre lienzo, 44 × 58 cm, Centro de Arte lituano TARTLE
Czesław Znamierowski (1890–1977), Vilna en invierno, 1973, oleo sobre lienzo, 64 × 99 cm, Centro de Arte lituano TARTLE
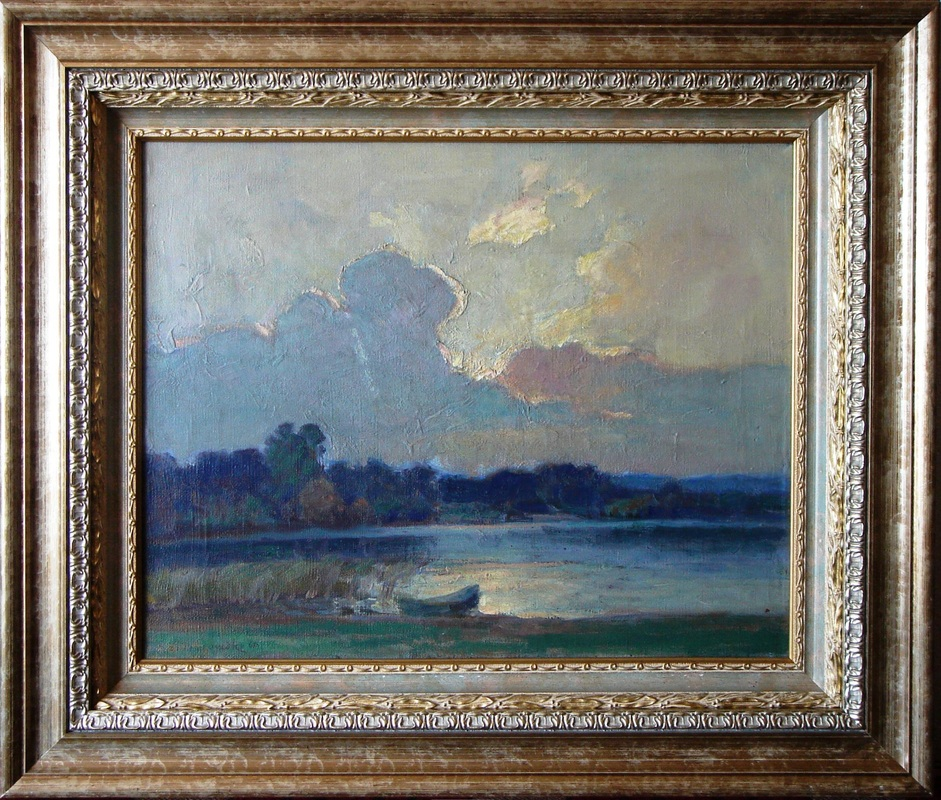
"Lago" de Czeslaw Znamierowski, óleo sobre lienzo, 45 x 56 cm, 1961, Tamoikin Art Fund
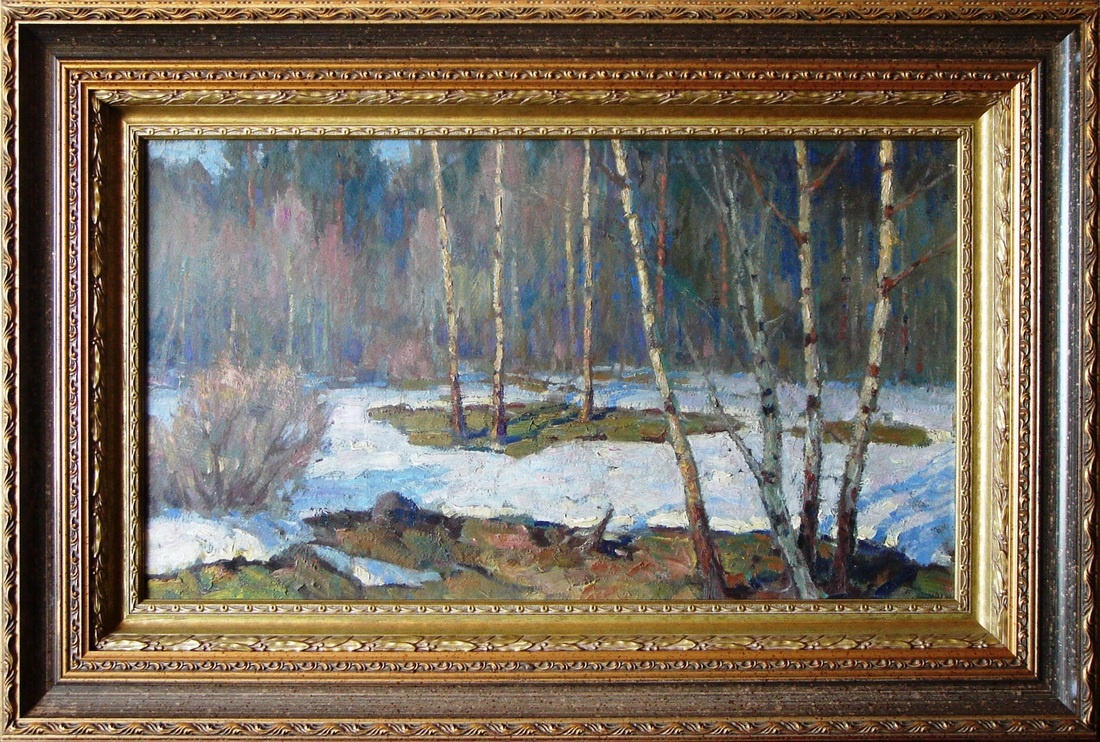
"Bosque de invierno" por Czeslaw Znamierowski, oleo sobre madera, 39.5 x 69.5 cm, 1970, Fondo de Arte Tamoikin
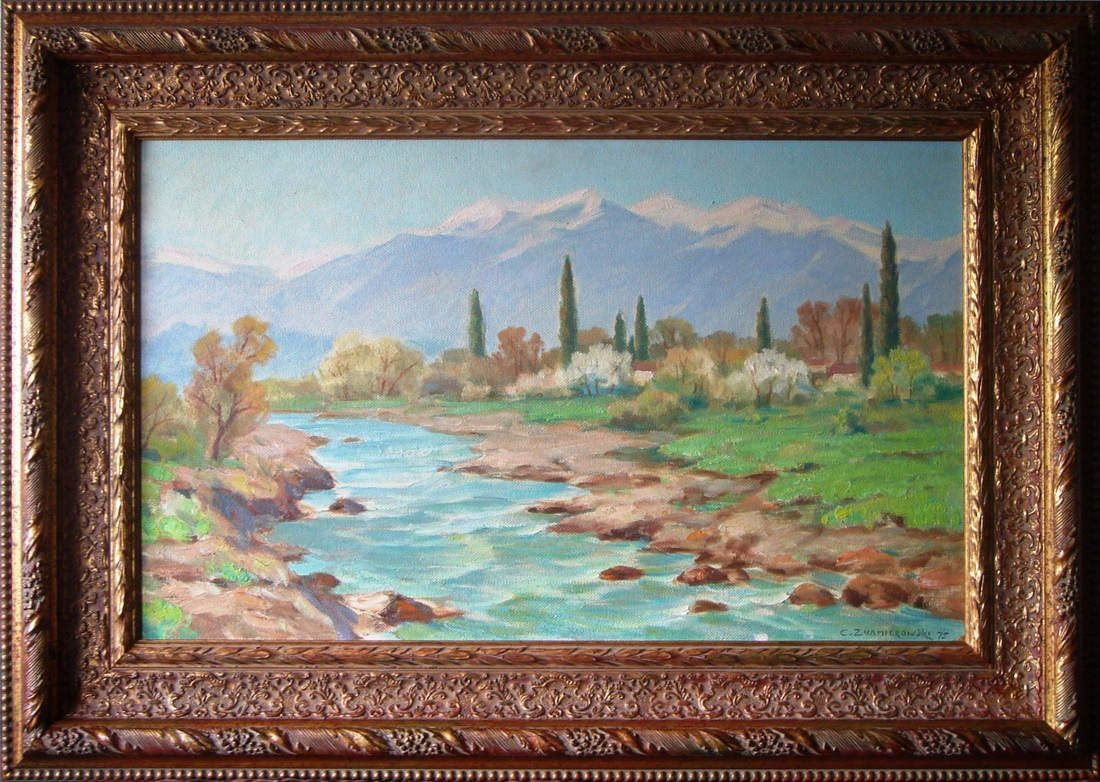
"Mountain River" de Czeslaw Znamierowski, óleo sobre tabla, 39 x 69 cm, 1975, Tamoikin Art Fund
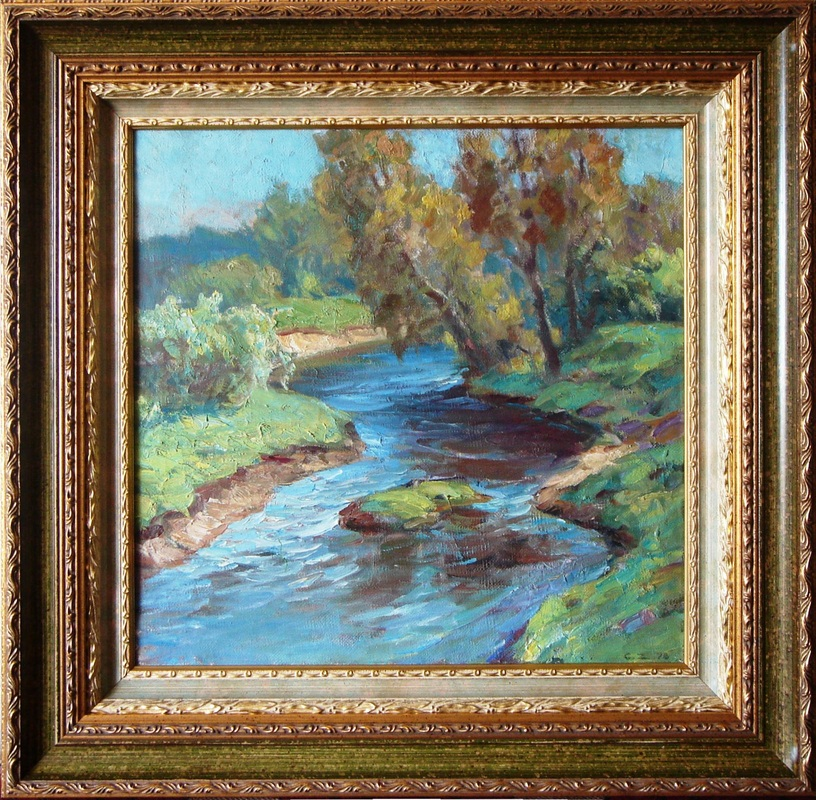
"Río" por Czeslaw Znamierowski, oleo sobre lienzo, 49 x 49 cm, 1972, Fondo de Arte Tamoikin
Retrato de Vladimir Lenin, 1949, Czeslaw Znamierowski, colección privada